# 마리오 카로테누토

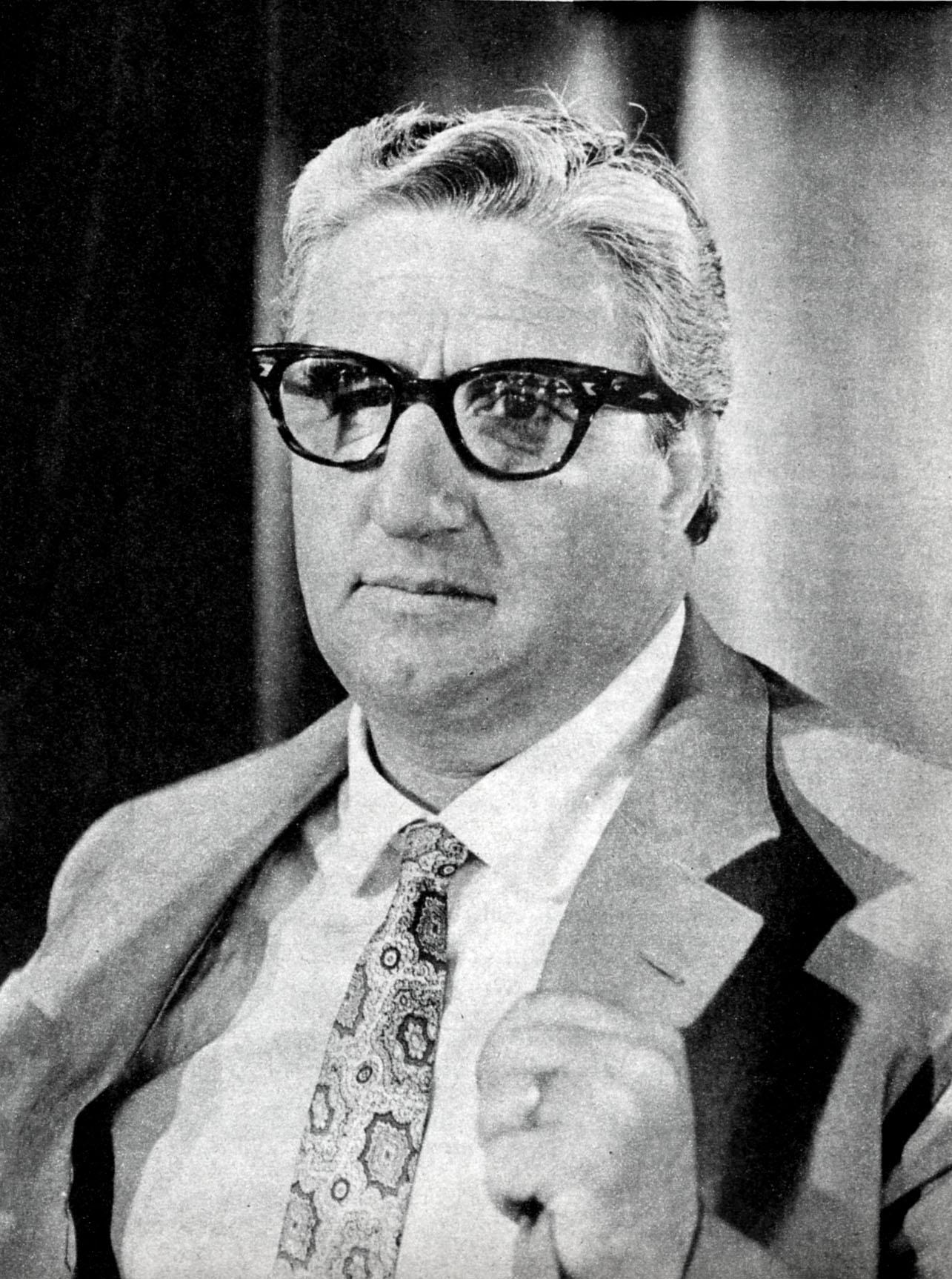

마리오 카로테누토(Mario Carotenuto, 1915년 6월 29일 ~ 1995년 4월 14일)는 이탈리아의 배우, 연극 배우, 영화배우, 텔레비전 배우이다.
로마에서 태어났으며 로마에서 사망하였다. 사인은 암이다.

## 영화
- 롱 라이프, 해피니스 앤 프라스페러티 (2002년)
- 이프 이츠 튜즈데이 (1969년)
- 아버지 (1967년)
- 마타토르 (1960년)
- 라드로 루이, 라드라 레이 (1958년)
- 더 돌 댓 투크 더 타운 (1956년)